# スコット・イーブル
スコット・イーブル（英：Scott Evil）は、オースティン・パワーズシリーズの複数の作品に登場する架空の人物。初登場は『オースティン・パワーズ』（Austin Powers: International Man of Mystery）

## 登場作品
- オースティン・パワーズ
- オースティン・パワーズ：デラックス
- オースティン・パワーズ　ゴールドメンバー

## 演じた俳優
セス・グリーン（『オースティン・パワーズ』 - 『オースティン・パワーズ：デラックス』 - 『オースティン・パワーズ　ゴールドメンバー』）

## 関係する人物
- ドクター・イーブル（実父）

## 劇中での活躍

### オースティン・パワーズ
ドクター・イーブルの遺伝子から作られた息子。当初は、世界支配をもくろむ国際テロリストという家業を嫌悪し、ドクター・イーブルに対しても父親ではないと言い出す。TVショーのカウンセリングに出演し、家業が世界支配をもくろむ悪の組織で、父はオーナーであることを打ち明けるが、視聴者に引かれただけで悩みは解決しなかった。父親を嫌い、家業を継ぎたがらないアベレージなアメリカの青少年である。夢は動物園の獣医さん。

### オースティン・パワーズ：デラックス
ドクター・イーブルが自身で開発・製造したタイムマシンで1969年へ向かい、オースティンから盗み出した『MOJO』を使用したことがきっかけでタイムパラドックスが発生し、最終的にドクター・イーブルとフラウ・ファービッシナの息子となった。

### オースティン・パワーズ　ゴールドメンバー
実家の生業が世界支配をたくらむ悪の組織というだけでスコットを疎外した、差別的で偏愛なアメリカ社会はスコットを真の悪に目覚めさせる。ついには、自ら悪の組織の後継者になりたいと言い出し、深く両親を安堵させる、Mrイーブルの誕生である。新兵器（レーザービームを搭載したサメ）を開発するなど、ドクター・イーブルの後継者として頭角をあらわにし、ついにミニ・ミーをボードメンバーから駆逐し、自らがボードメンバーとなる。徐々に頭部が薄くなり、最終的にスキンヘッドとなる。